# Banuayu (Rambang Dangku)
Banuayu is een bestuurslaag in het regentschap Muara Enim van de provincie Zuid-Sumatra, Indonesië. Banuayu telt 5557 inwoners (volkstelling 2010).